# رگ فارستر
رگ فارستر (انگلیسی: Reg Forester؛ ۲۰ مارس ۱۸۹۲ – ۹ دسامبر ۱۹۵۹ (aged 67)) بازیکن فوتبال اهل بریتانیا بود.
از باشگاه‌هایی که در آن بازی کرده‌است می‌توان به باشگاه فوتبال استوک سیتی، باشگاه فوتبال مکلسفیلد تاون، باشگاه فوتبال کونگلتون تاون، و باشگاه فوتبال منچستر سیتی اشاره کرد.